# GP Гончих Псов
GP Гончих Псов (лат. GP Canum Venaticorum) — карликовая новая, двойная катаклизмическая переменная звезда типа SU Большой Медведицы (UGSU), затменная переменная звезда типа Алголя (EA) в созвездии Гончих Псов на расстоянии приблизительно 1188 световых лет (около 364 парсек) от Солнца. Звёздная величина диапазона белого звезды — от +21,4m до +14,5m. Орбитальный период — около 0,06296 суток (1,511 часа). Возраст звезды определён как около 251 млн лет.
Открыта группой астрономов проекта SDSS в 2006 году***.

## Характеристики
Первый компонент — аккрецирующий белый карлик спектрального класса DA. Масса — около 0,796 солнечной, радиус — около 0,0962 солнечного. Эффективная температура — около 15000 K.
Второй компонент — красный карлик спектрального класса M. Масса — около 0,0889 солнечной, радиус — около 0,1365 солнечного. Эффективная температура — около 2690 K.